# Pamphlebia interrupta
Pamphlebia interrupta là một loài bướm đêm trong họ Geometridae.